# Heinrich Allina
Heinrich Allina (geboren 24. November 1878 in Schaffa, Österreich-Ungarn; gestorben 10. Dezember 1953 in Wien) war ein österreichischer Politiker und Publizist.

## Leben
Heinrich Allina war ein Sohn des Lehrers Wilhelm Allina und der Theresia Weiß. Allina wurde Bankkaufmann und war mit Hugo Breitner und Leopold Epstein an der gewerkschaftlichen Organisierung der Bank- und Sparkassenbeamten beteiligt, weshalb er aus dem Dienst entlassen wurde. Er wurde Sekretär des Reichsvereins der Bank- und Sparkassenbeamten Österreichs sowie Redakteur der Verbandszeitung „Der Bankbeamte“.
Vom 4. März 1919 bis zum 9. November 1920 war er Mitglied der Konstituierenden Nationalversammlung, anschließend vom 10. November 1920 bis zum 17. Februar 1934 Abgeordneter zum Nationalrat in Wien (I., II., III. und IV. Gesetzgebungsperiode), wobei er von 1923 bis 1928 als Mitglied der Gewerkschaftskommission amtierte. Von 1931 bis 1934 war er Mitglied des Bundesvorstandes der Freien (sozialdemokratisch orientierten) Gewerkschaften.
Während des Austrofaschismus war er 1934 kurzzeitig im Anhaltelager Wöllersdorf inhaftiert. Nach dem Anschluss Österreichs 1938 war er 1938/39 im KZ Dachau und im KZ Buchenwald inhaftiert. 1939 wurde er freigelassen und emigrierte nach London, wo er Mitbegründer und, gemeinsam mit Georg Lelewer, Sprecher des „Austrian Office“ wurde. Weil er dabei mit Legitimisten zusammenarbeitete, wurde er 1940 aus der „League of Austrian Socialdemocrats in Great Britain“ ausgeschlossen und gründete daraufhin die „Austrian Social Democrats in Great Britain (Gruppe Allina)“ und die Zeitschrift „Der Freiheitskampf“.
Im Sommer 1940 wurde er als Enemy Alien interniert.
Nach dem Krieg kehrte er 1949 nach Wien zurück.